# Herman II van Thüringen
Herman II van Thüringen (Creuzburg, 28 maart 1222 - aldaar, 3 januari 1241) was van 1227 tot 1241 landgraaf van Thüringen. Hij behoorde tot het huis Ludovingen.

## Levensloop
Hij was de zoon van landgraaf Lodewijk IV van Thüringen en Elisabeth van Hongarije, dochter van koning Andreas II van Hongarije.
In 1227 overleed zijn vader toen Herman nog maar vijf jaar oud was. Omdat hij nog niet zelfstandig kon regeren als landgraaf van Thüringen, was zijn oom Hendrik Raspe tot in 1239 regent voor hem. 
In 1239 huwde hij met Helena van Brunswijk-Lüneburg, dochter van hertog Otto het Kind. Het huwelijk bleef kinderloos.
In 1241 overleed Herman II, slechts 19 jaar oud. Daarna werd hij begraven in klooster Reinhardsbrunn in Friedrichroda, de traditionele begraafplaats van het huis Ludowingers. Omdat hij nogal onverwacht stierf, beweren sommige historici dat hij werd vergiftigd. Zijn oom Hendrik Raspe volgde hem op als landgraaf van Thüringen.